# George Strauss
George Russell Strauss,, baron Strauss (18 juillet 1901 - 5 juin 1993) est un homme politique du parti travailliste britannique, député pendant 46 ans et père de la Chambre des communes de 1974 à 1979. 

## Jeunesse
Il est le fils d'Arthur Strauss (1847-1920), député conservateur (et antérieurement unioniste libéral), qui rejoint par la suite le parti travailliste. George Strauss fait ses études à la Rugby School, où le traitement hostile auquel il est soumis, ainsi que d’autres garçons juifs, fait de lui un fervent partisan de l’égalité raciale. Il devient négociant en métaux et membre important du conseil du comté de London, dont son épouse Patricia fait également partie . 

## Carrière politique
Il se présente à Lambeth North en 1924, mais perd de 29 voix seulement. Il remporte le siège en 1929. Il le perd lors de la défaite écrasante du Labour en 1931, mais le retrouve lors d'une élection partielle de 1934. En 1939, il est expulsé du Parti travailliste pour avoir soutenu le mouvement " Front populaire " de Stafford Cripps, alors qu'il est Secrétaire parlementaire privé. 
Secrétaire parlementaire du ministère des Transports de 1945 à 1947, il occupe le poste de ministre des approvisionnements de 1947 à 1951. Après un redécoupage électoral, il devient député de Vauxhall en 1950, qu'il représente jusqu'en 1979. Le 9 juillet 1979, il est créé pair de vie sous le nom de baron Strauss, de Vauxhall, dans le quartier londonien de Lambeth. 